# Вахаб эль-Бешри, Абдель
Абдель Вахаб эль-Бешри (عبد الوهاب البشرى); 1929) — египетский военный, политический и государственный деятель, министр обороны Египта (1962—1966), главнокомандующий ВС Египта (19 июня 1967 — 22 июля 1969), военный инженер.
В 1960-х годах был одним из ведущих политических деятелей Египта. В 1962—1966 годах занимал пост министра обороны страны при президенте Гамале Абдель Насере.
Занимал кресло министра обороны до 10 сентября 1966 года, когда его сменил Шамс эд-Дин Бадран. В течение двух сроков командовал Вооружёнными силами Египта после смерти Абдель Хаким Амера. В 1967 году был заместителем военного министра по военно-промышленным вопросам.